# Erebia marmolata
Erebia marmolata är en fjärilsart som beskrevs av Franz Dannehl 1927. Erebia marmolata ingår i släktet Erebia och familjen praktfjärilar. Inga underarter finns listade i Catalogue of Life.